# Železniční trať Košice–Hidasnémeti
Železniční trať Košice–Hidasnémeti (v jízdním řádu pro cestující označená číslem 169) je jednokolejná železniční trať na východním Slovensku. Trať začíná v železniční stanici Košice. Ve stanici Barca se odděluje od tratí Košice–Čop a Košice–Zvolen a odtud vede jižním směrem přes Čaňu k maďarské hranici, za kterou končí v pohraniční stanici Hidasnémeti. Na slovenském úseku je trať elektrifikována stejnosměrnou trakční soustavou 3 kV, která se na státní hranici mění na střídavý systém 25 kV / 50 Hz, používaný na maďarských železnicích.
Na trati je provozována mezistátní nákladní doprava a také doprava osobní, zastoupená však pouze 2 páry dálkových vlaků kategorie EuroCity. Zastávkové osobní vlaky byly na trati zrušeny v roce 2011.

## Historie

### Vznik

Síť tratí Tiské železnice

Trať Hidasnémeti – Košice tvoří poslední a nejsevernější část původní železnice z Miškovce do Košic. Tato trať byla již ve čtyřicátých letech 19. století zahrnuta mezi plánované nejdůležitější železniční spojnice. Kvůli revolučnímu roku 1848 však byla její realizace opožděna a koncesi na stavbu trati Pešť – Miškovec – Košice obdržel hrabě Andrássy až dne 10. listopadu 1856. Den nato vznikla společnost Tiské železnice (maďarsky Tiszavidéki Vasút), jež tuto trať začala stavět. Po několika problémech s nedostatkem financí, které vyřešily půjčky od státu a nákup části akcií, byla roku 1858 zahájena realizace i trati do Košic. 5. července 1860 do Košic dorazil první neoficiální vlak a pravidelný provoz započal 14. srpna téhož roku.
První léta provozu nepřinesla větší úspěchy, protože kratší trať Pešť – Miškovec přes Füzesabony, původně do projektu také zahrnutá, se realizace nakonec nedočkala (postavila ji až jiná společnost mnohem později). Ještě ve druhé polovině 60. let tak cesta vlakem z Košic do Pešti trvala až 15 hodin, což bylo pomalejší než dostavníkem. Roku 1880 byla společnost Tiské železnice zestátněna.

### Vývoj
Po roce 1918 trať převzaly nové vzniklé Československé státní dráhy (ČSD), které provedly poválečnou obnovu svršku. V období druhé světové války trať provozovaly Slovenské železnice (SŽ) a v květnu 1945 se trať opět vrátila do vlastnictví ČSD. Roku 1949 vznikl v blízkosti trati nový průmyslový podnik, který začal využívat služeb železnice – stal se jím závod Železničná priemyselná stavebná výroba (ŽPSV) Čaňa. Roku 1955 byla položena druhá traťová kolej v úseku Barca St. 1 – Košice, společnému s trati Košice–Čop. Stejný úsek také prošel počátkem šedesátých let elektrifikací pomocí v té době používané stejnosměrné soustavy 3 kV – elektrický provoz zde probíhá od 18. ledna 1962.
Od druhé poloviny 70. let rostl význam spojnice pro mezinárodní dopravu do Maďarska a následně přišel plán zahájit elektrifikaci i na této trati. První úsek Barca–Čaňa byl pro elektrickou trakci otevřen 7. listopadu 1984, následně však na více než deset let práce ustaly. Elektrifikace přeshraničního úseku Čaňa–Hidasnémeti započala až po roce 1993, kdy byla dohodnuta spolupráce s maďarskou stranou. Na státní hranici se tak setkala slovenská stejnosměrná soustava s maďarskou střídavou 25 kV / 50 Hz. Zahajovací elektrický vlak po trati projel 5. června 1997, veden lokomotivou 350.012. Zajímavostí je fakt, že ve stejný den byl pro elektrický provoz otevírán také úsek Plaveč – Pusté Pole na trati Kysak–Muszyna a tento vlak projel oba tyto úseky najednou. Krátce nato začala pravidelná mezistátní osobní i nákladní doprava. Dočasně bylo Hidasnémeti pouze oddělenou stanicí střídavé soustavy – elektrifikace trati z Miškovce byla dokončena až v roce 2000.
Nízké využití regionálních osobních vlaků na trati vedlo k postupné redukci spojů – zatímco v jízdním řádu 1997/1998 bylo v relaci Košice–Čaňa zavedeno pět párů vlaků a další tři v celé trati až do Hidasnémeti, roku 2009 už šlo o pouhé tři páry, z toho jeden pouze v pracovní dny v úseku Košice–Gyňov. Přeshraniční vlaky do Maďarska byly zrušeny v prosinci 2010; provoz posledních dvou párů vlaků do Gyňova, zaváděných jen v pracovní dny, skončil se změnou jízdního řádu v květnu 2011 a spoje dosud nebyly obnoveny.

## Současnost
V roce 2023 je na trati provozováno sedm párů vlaků kategorie EuroCity, vedených ve dvouhodinovém taktu v relaci Budapešť–Košice. Nákladní dopravu zastupují mezistátní nákladní vlaky dopravce ZSSK Cargo, spojující Košice s Hidasnémeti, kde si vlaky přebírá maďarská strana. Do stanice Čaňa příležitostně zajíždí vlaky soukromých dopravců k odvozu výrobků z místního závodu ŽPSV. Kvůli styku dvou odlišných napájecích soustav jsou na přeshraničních vlacích používány dvousystémové elektrické lokomotivy, nejčastěji řad 361 či 363.

## Galerie

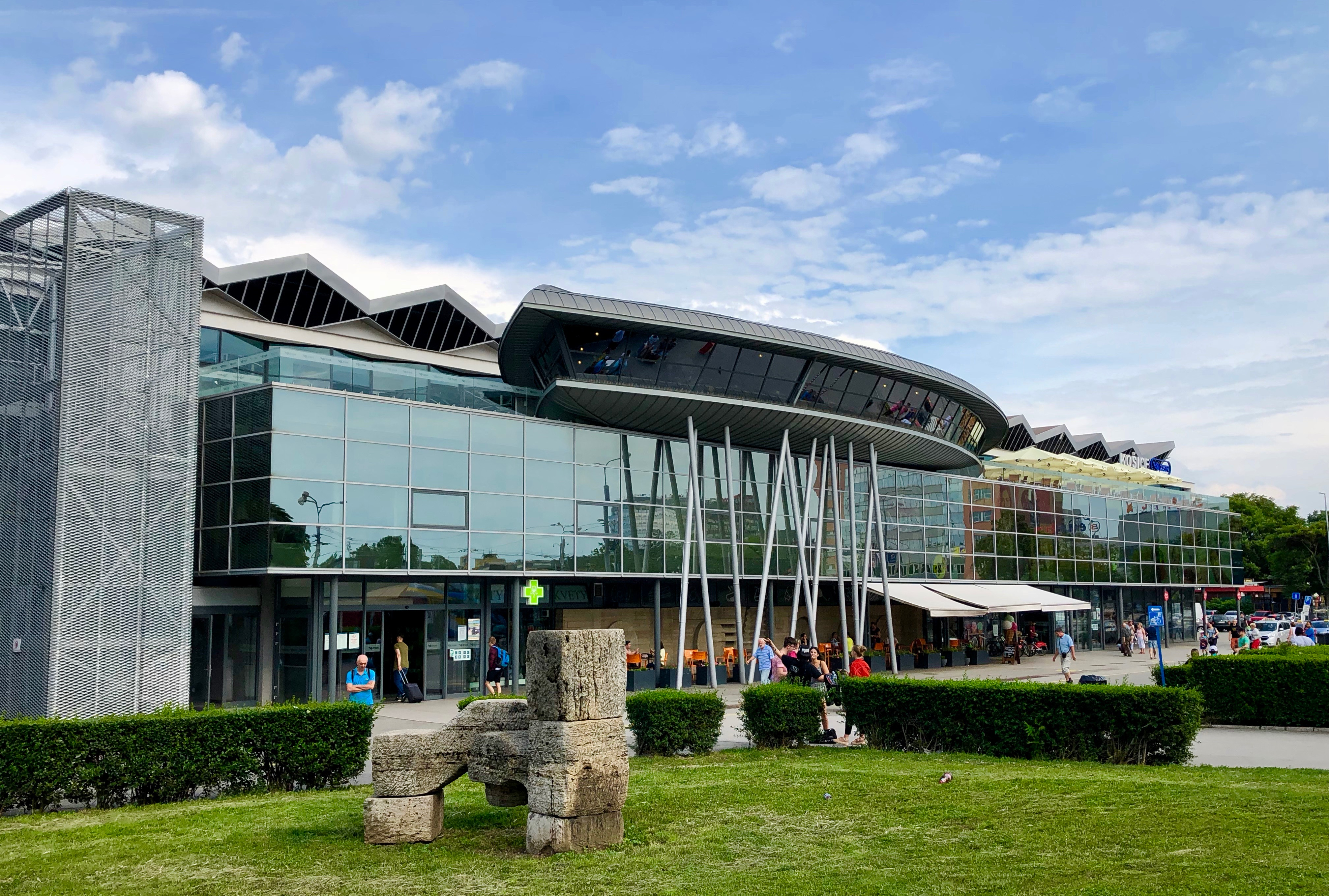
Košice
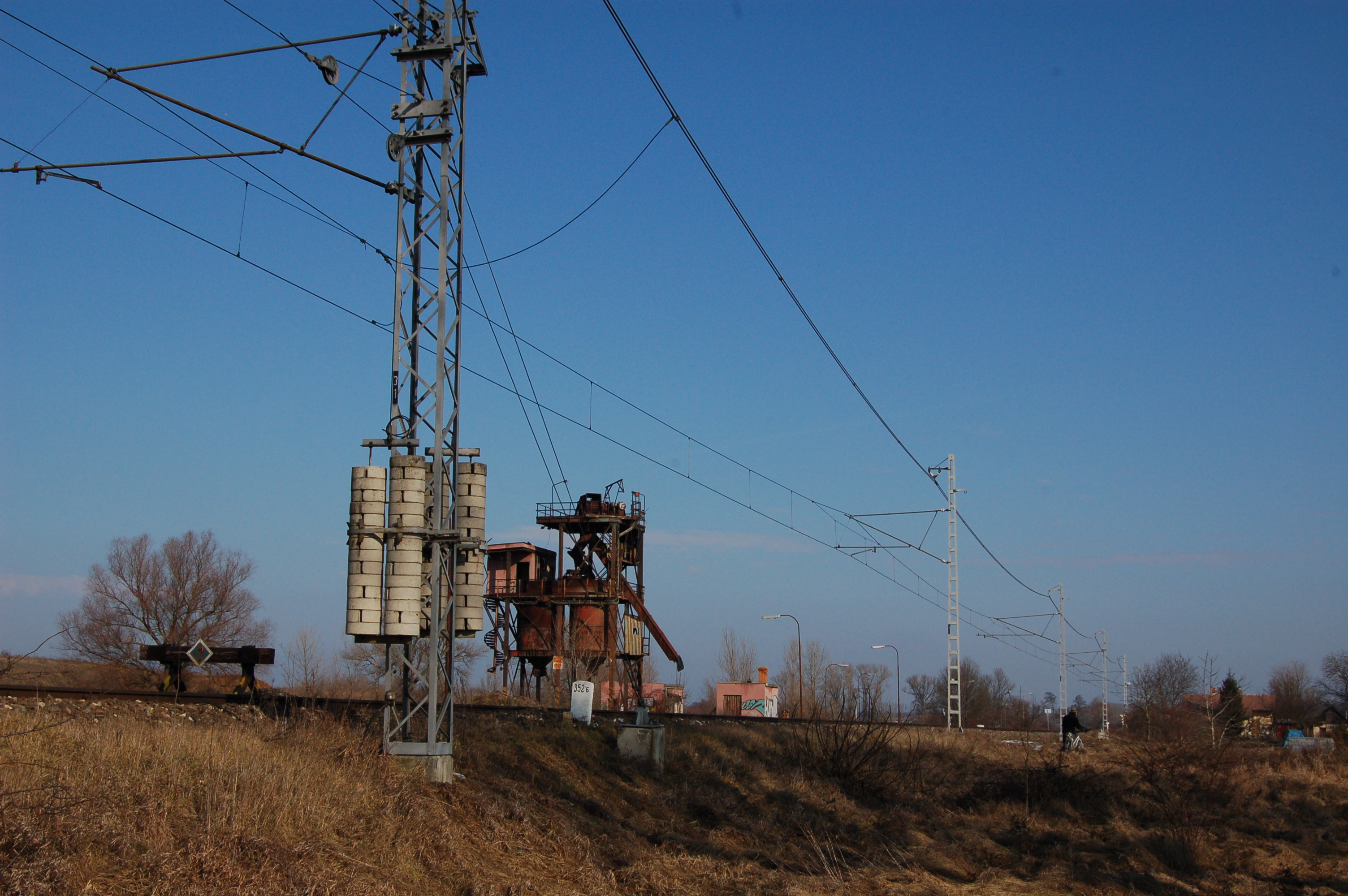
Železniční trať poblíž obce Kechnec
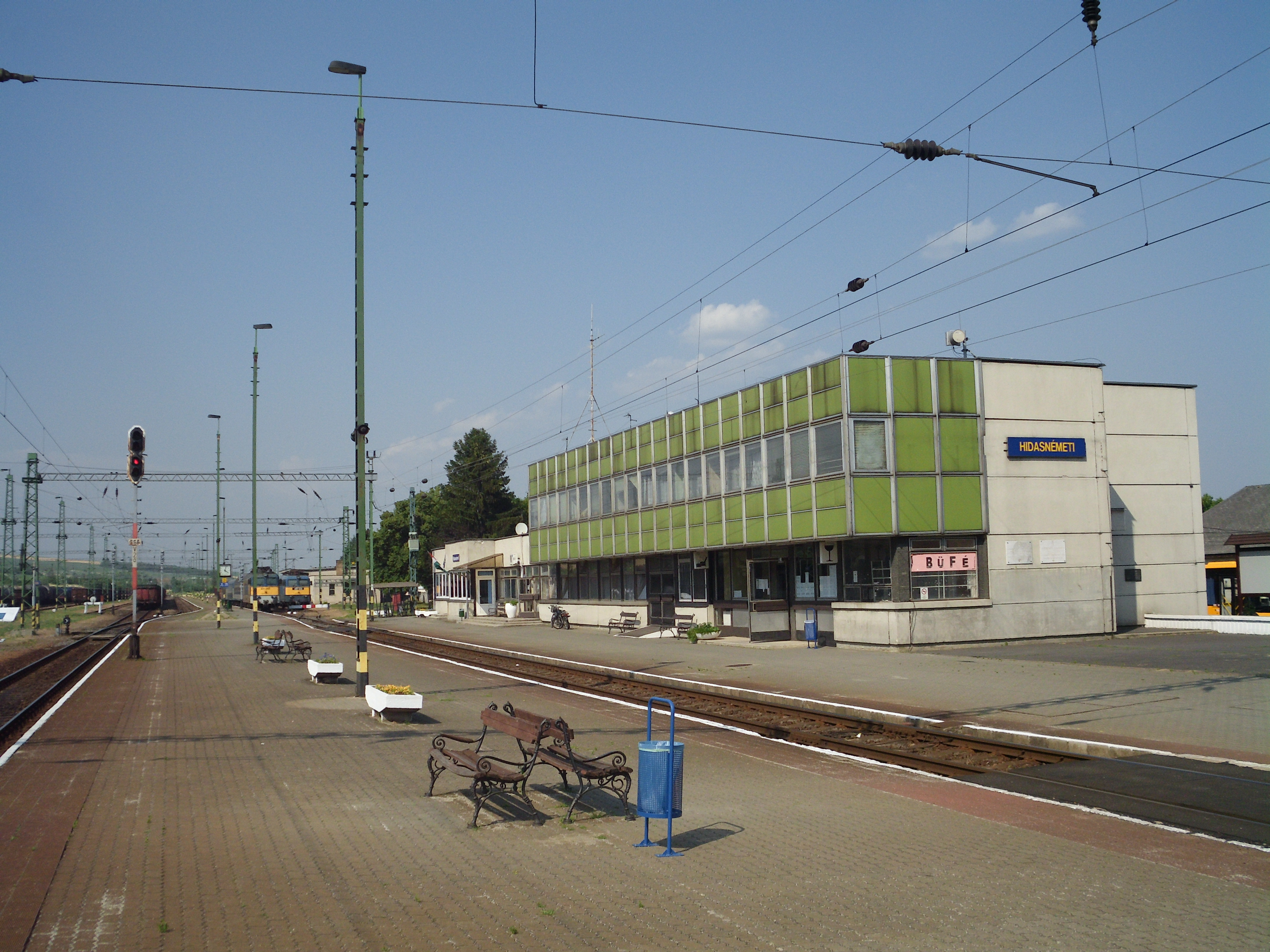
Hidasnémeti